# Giovanna d'Austria
Giovanna d'Asburgo, meglio nota come Giovanna d'Austria (in tedesco: Johanna von Habsburg o Johanna von Österreich; Praga, 24 gennaio 1547 – Firenze, 11 aprile 1578), fu per nascita arciduchessa d'Austria, in quanto figlia di Ferdinando I d'Asburgo, imperatore del Sacro Romano Impero, e di Anna Jagellone.
Fu la prima moglie di Francesco I de' Medici, granduca di Toscana, e fu la prima granduchessa consorte di Toscana, in quanto sua suocera Eleonora di Toledo, moglie del primo granduca Cosimo I de' Medici, fu soltanto duchessa di Firenze, poiché premorì alla creazione del titolo granducale.

## Biografia

### Infanzia e fidanzamento
Era la più giovane delle figlie dell'imperatore Ferdinando I d'Asburgo e di Anna Jagellone, figlia del re d'Ungheria e Boemia Ladislao II, sorella quindi del futuro imperatore Massimiliano II.
Seguì i desideri dei genitori, che contrattarono per lei il matrimonio con il rampollo della famiglia Medici, i quali da poco erano entrati nel novero delle famiglie nobili europee e quindi videro con grandissima soddisfazione la possibilità per la loro casata di aumentare ancora il proprio prestigio, legandosi con la più importante famiglia reale europea, gli Asburgo.

### Matrimonio
Accolta trionfalmente a Firenze nel 1565, tra le opere create in suo onore ci furono una serie di affreschi in Palazzo Vecchio, il Salone dei Cinquecento, il Corridoio vasariano e la Fontana del Nettuno.
Il giorno delle nozze, il 18 dicembre 1565, Giovanna arrivò a Firenze passando per la porta al Prato. Giorgio Vasari e Vincenzo Borghini avevano progettato grandi apparati per l'occasione, con l'aiuto di Giovanni Caccini. In Borgo Ognissanti erano state collocate due statue di Francesco della Cammilla rappresentanti la “Toscana” e l'“Austria”. Le case che non avevano facciate sufficientemente di pregio erano state coperte con grandi pannelli dipinti da Carlo Portelli e Santi di Tito, mentre sull'attuale piazza Goldoni erano stati posti una serie di archi e statue, che rappresentavano l'Imeneo e di buon auspicio matrimoniale. Aveva scolpito le statue Battista Lorenzi, allievo di Baccio Bandinelli, mentre le altre decorazioni erano di mano di Alessandro Allori.
La vita matrimoniale di Giovanna e Francesco non fu però piacevole e può essere presa come esempio di come le ragioni di stato non vadano sempre d'accordo con quelle dell'affetto tra individui.
Francesco I infatti era un personaggio molto inquieto e sempre votato alla ricerca intellettuale, alle scienze occulte e all'arte, e trovava la moglie poco interessante, non molto colta né elegante, affetta com'era da una malformazione alla colonna vertebrale.

### Rivalità con Bianca Cappello
Presto Francesco si rifugiò in un amore segreto (che comunque divenne presto di dominio pubblico) con una nobildonna veneziana di nome Bianca Cappello. Francesco e Bianca vissero la loro storia d'amore con aria via via più spavalda, attirando le chiacchiere di tutte le corti europee (pure la Cappello era infatti una donna sposata). La posizione di Giovanna verso la rivale era particolarmente svantaggiata anche perché continuava a partorire figlie femmine, ben sei (delle quali solo due arrivarono all'età adulta), che non potevano continuare la dinastia familiare.
Giovanna comunque più che indispettita per l'infedeltà del marito, della quale si curava poco, era delusa perché ferita nell'orgoglio di principessa che non veniva trattata all'altezza del proprio rango. Ci rimangono alcune lettere nelle quali essa si lamenta con suocero Cosimo I e poi con il cognato, il cardinale Ferdinando de' Medici, che si rivelò un suo alleato e fece un duro fronte contro Bianca Cappello, che fu esiliata da Palazzo Pitti, ma questo fu un minimo ostacolo per i due amanti, che spesso soggiornavano insieme in una delle ville medicee.

### Questione dell'erede
Giovanna partorì ben sei figlie femmine, delle quali solo due arrivarono all'età adulta (una fu la famosa Maria de' Medici regina di Francia). Per il diritto dinastico esse erano escluse dalla successione granducale, per cui la nascita di Filippo il 20 maggio 1577 fu salutata con grande sollievo e diede rinnovata forza a Giovanna.
Bianca Cappello aveva partorito un maschio (Antonio de' Medici) già nel 1576, anche se la voce che presto iniziò a circolare era che fosse soltanto un parto simulato, e il figlio non fosse suo ma di una sua serva. La verità su questo figlio illegittimo resta tuttora misteriosa, coperta da intrighi di palazzo.

### Morte
Mentre la figura di Giovanna doveva apparire sempre più noiosa e patetica a Francesco, ecco che un incidente ne provocò la morte, quando cadde dalle scale, di nuovo incinta, nel 1578. Suo figlio Filippo morì non molto tempo dopo, a soli quattro anni, il 29 marzo 1582.
Francesco si risposò un anno dopo la morte di Giovanna con Bianca Cappello (1579), la quale nel frattempo era diventata pure vedova dopo il "misterioso" omicidio del marito, ma il loro idillio non durò molto, perché nel 1587 morirono a distanza di un giorno uno dall'altra, nella villa di Poggio a Caiano. Fin da allora si parlò di veleno, ma secondo le cronache originarie si sarebbe trattato di febbre terzana: soltanto nel dicembre del 2006 vennero ritrovati quelli che si presumono i resti organici di Bianca e di Francesco e, in seguito ad analisi tossicologica, è stato dichiarato che i due sarebbero potuti morire a causa di avvelenamento da arsenico.
Antonio venne comunque estromesso dalla successione dal fratello di Francesco, che divenne granduca con il nome di Ferdinando I, rinunciando alla porpora cardinalizia.
Giovanna d'Austria fu sepolta nella cripta delle Cappelle Medicee accanto al marito.

### Sepoltura
Nel 1857, durante una prima ricognizione delle salme dei Medici, così venne ritrovato il suo corpo: 

## Indagini paleopatologiche
Le indagini paleopatologiche condotte dai paleopatologi Valentina Giuffra e Gino Fornaciari hanno potuto constatare la presenza di displasia dell'anca in Giovanna, così come nello scheletro della figlia Anna (in misura minore causata in quest'ultima da fattori congeniti), che può essere stata determinata da una serie di fattori di rischio ai quali le due donne possono essere state esposte: sesso femminile, pratica di fasce nei primi mesi di vita, così come scoliosi e deformità pelvica a carico di Giovanna e, per familiarità, di Anna.

## Discendenza
Ebbe da Francesco I de' Medici un totale di sette figli, di cui sei femmine, più uno nato morto:
- Eleonora de' Medici (28 febbraio 1567 - 9 settembre 1611); sposò il cugino Vincenzo I Gonzaga, duca di Mantova.
- Romola de' Medici (20 novembre 1568 - 2 dicembre 1568).
- Anna de' Medici (31 dicembre 1569 - 19 febbraio 1584).
- Isabella de' Medici (30 settembre 1571 - 8 agosto 1572).
- Lucrezia de' Medici (7 novembre 1572 - 14 agosto 1574).
- Maria de' Medici (26 aprile 1575 - 3 luglio 1642); sposò Enrico IV e divenne regina di Francia.
- Filippo de' Medici (20 maggio 1577 - 29 marzo 1582); erede del Granducato di Toscana, fu gran principe di Toscana dalla nascita alla morte prematura.
- Bambino senza nome (10 aprile 1578); nato morto, sua madre morì il giorno successivo per le conseguenze del parto.

## Ascendenza
|                        |                        |                            | Genitori                  |  |  | Nonni |  |  | Bisnonni                 |  |  | Trisnonni              |  |
|                        |                        |                            |                           |  |  |       |  |  | Massimiliano I d'Asburgo |  |  | Federico III d'Asburgo |  |
|                        |                        |                            |                           |  |  |       |  |  | Massimiliano I d'Asburgo |  |  | Federico III d'Asburgo |  |
|                        |                        | Eleonora d'Aviz            |                           |  |  |       |  |  | Massimiliano I d'Asburgo |  |  |                        |  |
| Filippo I di Castiglia |                        |                            |                           |  |  |       |  |  | Massimiliano I d'Asburgo |  |  |                        |  |
|                        |                        | Maria di Borgogna          | Carlo I di Borgogna       |  |  |       |  |  |                          |  |  |                        |  |
|                        |                        | Maria di Borgogna          | Carlo I di Borgogna       |  |  |       |  |  |                          |  |  |                        |  |
|                        |                        | Maria di Borgogna          | Isabella di Borbone       |  |  |       |  |  |                          |  |  |                        |  |
| Ferdinando I d'Asburgo |                        | Maria di Borgogna          |                           |  |  |       |  |  |                          |  |  |                        |  |
|                        |                        | Ferdinando II d'Aragona    | Giovanni II d'Aragona     |  |  |       |  |  |                          |  |  |                        |  |
|                        |                        | Ferdinando II d'Aragona    | Giovanni II d'Aragona     |  |  |       |  |  |                          |  |  |                        |  |
|                        |                        | Ferdinando II d'Aragona    | Giovanna Enríquez         |  |  |       |  |  |                          |  |  |                        |  |
| Giovanna di Castiglia  |                        | Ferdinando II d'Aragona    |                           |  |  |       |  |  |                          |  |  |                        |  |
|                        |                        | Isabella di Castiglia      | Giovanni II di Castiglia  |  |  |       |  |  |                          |  |  |                        |  |
|                        |                        | Isabella di Castiglia      | Giovanni II di Castiglia  |  |  |       |  |  |                          |  |  |                        |  |
|                        |                        | Isabella di Castiglia      | Isabella del Portogallo   |  |  |       |  |  |                          |  |  |                        |  |
| Giovanna d'Austria     |                        | Isabella di Castiglia      |                           |  |  |       |  |  |                          |  |  |                        |  |
|                        | Casimiro IV di Polonia | Ladislao II di Polonia     |                           |  |  |       |  |  |                          |  |  |                        |  |
|                        | Casimiro IV di Polonia | Ladislao II di Polonia     |                           |  |  |       |  |  |                          |  |  |                        |  |
|                        | Casimiro IV di Polonia | Sofia Alšėniškė            |                           |  |  |       |  |  |                          |  |  |                        |  |
| Ladislao II di Boemia  | Casimiro IV di Polonia |                            |                           |  |  |       |  |  |                          |  |  |                        |  |
|                        |                        | Elisabetta d'Asburgo       | Alberto II d'Asburgo      |  |  |       |  |  |                          |  |  |                        |  |
|                        |                        | Elisabetta d'Asburgo       | Alberto II d'Asburgo      |  |  |       |  |  |                          |  |  |                        |  |
|                        |                        | Elisabetta d'Asburgo       | Elisabetta di Lussemburgo |  |  |       |  |  |                          |  |  |                        |  |
| Anna Jagellone         |                        | Elisabetta d'Asburgo       |                           |  |  |       |  |  |                          |  |  |                        |  |
|                        |                        | Gastone II di Foix-Candale | Giovanni di Foix-Candale  |  |  |       |  |  |                          |  |  |                        |  |
|                        |                        | Gastone II di Foix-Candale | Giovanni di Foix-Candale  |  |  |       |  |  |                          |  |  |                        |  |
|                        |                        | Gastone II di Foix-Candale | Margaret de la Pole       |  |  |       |  |  |                          |  |  |                        |  |
| Anna di Foix-Candale   |                        | Gastone II di Foix-Candale |                           |  |  |       |  |  |                          |  |  |                        |  |
|                        |                        | Caterina di Foix           | Gastone IV di Foix        |  |  |       |  |  |                          |  |  |                        |  |
|                        |                        | Caterina di Foix           | Gastone IV di Foix        |  |  |       |  |  |                          |  |  |                        |  |
|                        |                        | Caterina di Foix           | Eleonora di Navarra       |  |  |       |  |  |                          |  |  |                        |  |
|                        |                        | Caterina di Foix           |                           |  |  |       |  |  |                          |  |  |                        |  |